# Lonchaea watsoni
Lonchaea watsoni is een vliegensoort uit de familie van de Lonchaeidae. De wetenschappelijke naam van de soort is voor het eerst geldig gepubliceerd in 1926 door Curran.